# Jaltepec, Axapusco
Jaltepec är en mindre stad i Mexiko, tillhörande kommunen Axapusco i delstaten Mexiko, i den centrala delen av landet. Staden, som ligger precis vid gränsen till delstaten Hidalgo hade 5 001 invånare vid folkräkningen 2010 och är det största samhället i kommunen. Jaltepec är huvudsakligen ett jordbrukssamhälle.